# Rož
Rož (nemško Rosental) je ime za okoli 20 km dolgo in 3 do  4 km široko dolino Drave  med Gurami in Karavankami v južni Celovški kotlini na Koroškem v Avstriji.

## Geografija
Rož poživlja mogočen vodni tok Drave, zeleni gozdovi in pisana polja s slovenskimi oz. danes pretežno dvojezičnimi vasmi in večjimi naselji. Rož na vsej južni strani spremljajo močno razgibane Karavanke, ki večinoma potiskajo v ospredje  severno gozdnato predgorje, in le v redkih krajih razkrivajo svoje pravo severno kamnito lice. Od Drave segajo pod glavno karavanško verigo dolge in globoke doline z raztresenimi naselji. Rož se deli na Zgornji Rož, ki se povezuje z Beljakom, in na Spodnji Rož, ki se končuje vzhodno od največjega rožanskega kraja, Borovelj.
Skozi Rož poteka glavna cesta, ki se pri Spodnjem Bregu (Unter Rain) pri Brnci (Fürnitz) odcepi od magistralne ceste Beljak - Trbiž, pri Strugi pa se priključi cesti Celovec - Ljubelj - Ljubljana.
Vodilni gospodarski panogi v Rožu sta jezerski turizem na zajezitvenih jezerih (Bistriško zajezitveno jezero - 4,8 km², in Boroveljsko zajezitveno jezero - 3,5 km²) na severu, in gorski turizem na Karavankah na jugu doline.
Večja naselja v Rožu so: Bače, Rožek, Loče, Podrožca, Bistrica v Rožu, Svetna vas, Struga, Borovlje, Slovenji Plajberk, Brodi, Sele, Apače.

## Etnološka in dialektološka terminologija / Osrednja južna Koroška
Portebno je razlikovati med geografskim pojmom "Rož", ki zajame zgoraj opisano ožje geografsko področje, ter pojmom "Rož" v smislu slovenske etnološke regionalizacije
Pojem "Rož" v smislu slovenske etnološke regionalizhacije zajame pravzaprav celotno osrednjo južno Koroško, torej poleg samega Zgornjega in Spodnjega Roža tudi Gure, Celovško polje, del Beljaške kotline, Osojske Ture, Štalensko goro, Krištofovo goro, Hreblje, Mostič, pobočja Velikovškega podgorja, Vršane v zahodnem delu Podjune ter v zgodovinski perspektivi Gosposvetsko polje, Možberško gričevje in severni breg Vrbskega jezera. Pravilna nemška ustreznica je zato Südkärntner Zentralraum, angleška 'Central South Carinthia, francosko Carinthie du Sud centrale.
Ime "Rož" botruje območju rožanskega narečja, ki zajame zgoraj opisano etnološko območje, torej tudi Karavanke in Gure, sega pa od spodnje Zilje do Velikovca in Žitare vasi na vzhodu, na severu pa do občine Štalenska gora na Celovškem polju.